# Ligusticopsis purpurascens
Ligusticopsis purpurascens är en flockblommig växtart som beskrevs av Lavrova och Kljuykov. Ligusticopsis purpurascens ingår i släktet Ligusticopsis och familjen flockblommiga växter. Inga underarter finns listade i Catalogue of Life.